# Cameron Gray
Cameron Gray (ur. 22 października 1998 w George Town) – kajmański piłkarz grający na pozycji obrońcy w klubie Ascot United F.C.

## Kariera reprezentacyjna
| Mecze i gole w reprezentacji | Mecze i gole w reprezentacji | Mecze i gole w reprezentacji | Mecze i gole w reprezentacji         | Mecze i gole w reprezentacji         | Mecze i gole w reprezentacji | Mecze i gole w reprezentacji | Mecze i gole w reprezentacji |
| Kajmany                      | Kajmany                      | Kajmany                      | Kajmany                              | Kajmany                              | Kajmany                      | Kajmany                      | Kajmany                      |
| Lp.                          | Data                         | Miejsce                      | Gospodarz                            | Gość                                 | Wynik                        | Gol                          | Rozgrywki                    |
| ---------------------------- | ---------------------------- | ---------------------------- | ------------------------------------ | ------------------------------------ | ---------------------------- | ---------------------------- | ---------------------------- |
| 1.                           | 29.05.2019                   | West Bay                     | Kajmany                              | Kuba                                 | 0:0                          |                              | Mecz towarzyski              |
| 2.                           | 31.05.2019                   | George Town                  | Kajmany                              | Kuba                                 | 0:1                          |                              | Mecz towarzyski              |
| 3.                           | 24.03.2021                   | Paramaribo                   | Surinam                              | Kajmany                              | 3:0                          |                              | el. do MŚ 2022               |
| 4.                           | 30.03.2021                   | Bradenton                    | Kanada                               | Kajmany                              | 11:0                         |                              | el. do MŚ 2022               |
| 5.                           | 03.06.2021                   | Bradenton                    | Aruba                                | Kajmany                              | 3:1                          |                              | el. do MŚ 2022               |
| 6.                           | 09.06.2021                   | Bradenton                    | Bermudy                              | Kajmany                              | 1:1                          |                              | el. do MŚ 2022               |
| 7.                           | 08.09.2023                   | Górny Bethlehem              | Wyspy Dziewicze Stanów Zjednoczonych | Kajmany                              | 2:2                          | Gol                          | L. N. CONCACAF 2023/2024     |
| 8.                           | 17.10.2023                   | George Town                  | Kajmany                              | Wyspy Dziewicze Stanów Zjednoczonych | 2:1                          |                              | L. N. CONCACAF 2023/2024     |